# Koszmosz–219
A Koszmosz–219 (DSZ-U2-I) (oroszul: Космос 219) Koszmosz műhold, a szovjet műszeres műhold-sorozat tagja. technológiai műhold.

## Küldetés
Meghatározott űrkutatási és katonai programot hajtott végre. A Koszmosz–202 programját folytatta. Feladata a kozmikus sugárzás vizsgálata és mikrometeor-mérések végzése. Az emberes űrkutatási program végrehajtását segítette.

## Jellemzői
Az OKB–1 tervezőirodában kifejlesztett, ellenőrzése alatt gyártott műhold. Dnyipropetrovszk (oroszul: Днепропетровск), Ukrajnában OKB–586 a Déli Gépgyár (Juzsmas) volt a központja több Koszmosz műhold összeszerelésének. Üzemeltetője a moszkvai MO (Министерство обороны) minisztérium.
1968. április 26-án a Kapusztyin Jar rakétakísérleti lőtérről a Majak–2 indítóállásából egy Koszmosz–2I  (63SZI) típusú hordozórakétával juttatták Föld körüli, közeli körpályára. Az orbitális egység pályája 103,6 perces, 48.4 fokos hajlásszögű, elliptikus pálya perigeuma 214 kilométer, apogeuma 1647 kilométer volt. Hasznos tömege 400 kilogramm. Alakja hengeres, átmérője 1.2 méter, hossza 1.8 méter. A sorozat felépítését, szerkezetét, alapvető fedélzeti rendszereit tekintve egységesített, szabványosított tudományos-kutató űreszköz. Áramforrása kémiai, illetve a felületét burkoló napelemek energiahasznosításának kombinációja (kémiai akkumulátorok, napelemes energiaellátás – földárnyékban puffer-akkumulátorokkal).
Feladata a kozmikus sugárzás vizsgálata és mikrometeor-mérések végzése. Az 1,5 millió elektronvoltnál (MeV) nagyobb energiájú elektronok, a 27 millió elektronvoltnál nagyobb energiájú protonok és a 0,511 millió elektronvolt energiájú gamma-sugárzás intenzitásának, az intenzitások időbeli változásának vizsgálata, valamint a Föld körüli kozmikus por regisztrálása. A gamma-sugárzást 64 csatornás amplitúdó-analizátorral kiegészített, szcintillációs gamma-spektrométerrel, a mikrometeorit-becsapódásokat piezoelektromos érzékelőkkel mérték. Az egyik jeladót a műholdon belül, annak falán, a másikat külső tartón rögzítették.
1969. március 2-án, 311 napos szolgálati idő után belépett a légkörbe és megsemmisült.